# Schriftenreihe

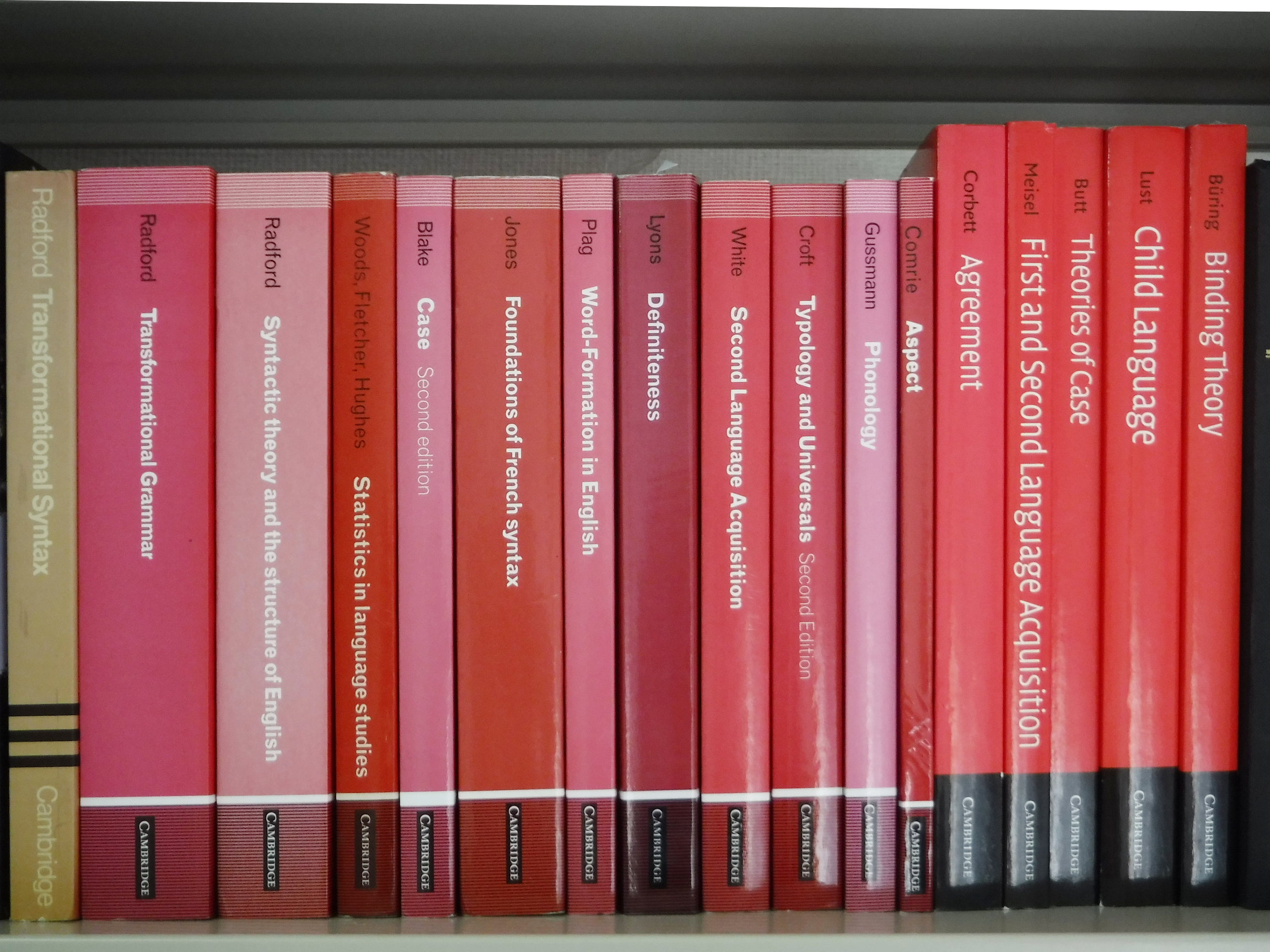
Textbooks in Linguistics ist eine sprachwissenschaftliche Schriftenreihe bei Cambridge University Press

Schriftenreihe oder Monographische Reihe (auch Serienwerk oder einfach Serie bzw. Reihe, veraltet auch Reihenwerk) ist der buchkundlich-bibliografische Begriff für eine Form fortlaufender Sammelwerke.

## Beschreibung
Die Regeln für die alphabetische Katalogisierung definierten 2007:

„Als Schriftenreihe (Serie) wird ein fortlaufendes Sammelwerk bezeichnet, dessen einzelne Teile im allgemeinen nicht regelmäßig erscheinen und jeweils ein Werk (Einzelwerk, Sammlung oder Sammelwerk) mit eigenem Titel oder einen Band eines solchen Werkes enthalten.“

Schriftenreihen sind wie Periodika zeitlich unbegrenzt, haben also keinen festgelegten Abschluss. Im Gegensatz zu den Periodika (wie beispielsweise einer Tageszeitung) erscheinen die einzelnen Teile einer Schriftenreihe im Allgemeinen nicht in regelmäßigen zeitlichen Abständen. Die fortlaufend veröffentlichten einzelnen Werke einer Schriftenreihe erhalten eigene Titel, diese Stücktitel bezeichnen den einzelnen Teil (gleichviel ob in Heft- oder als Buchform), der Gesamttitel, Reihentitel oder Serientitel hingegen die gesamte Schriftenreihe. Als Teil der Titelei eines Buches erscheint der Reihentitel mit den entsprechenden Angaben häufig auf der Rückseite des Schmutztitelblatts. Schriftenreihen erhalten eine Internationale Standardnummer für fortlaufende Sammelwerke (ISSN), während die Stücktitel eine Internationale Standardbuchnummer (ISBN) erhalten.
Der Reihentitel hält die Stücktitel übergeordnet zusammen. Die einzelnen Stücktitel sind jeweils in sich abgeschlossen und stammen meist von verschiedenen Autoren. Die Hefte und Bände von Schriftenreihen sind in der Regel durchnummeriert. Die betreffende Nummer wird als Reihennummer bezeichnet. Zusammen mit dem Reihenkürzel bildet die Reihennummer den Kurztitel eines Stücktitels. Thematisch sehr weit gespannte Verlegerserien (auch Verlegersammlungen) wie Reclams Universalbibliothek oder die edition suhrkamp  werden unterschieden von thematisch begrenzten Fachserien, welche meist von wissenschaftlichen Instituten, Unternehmen, Verbänden oder Personen herausgegeben werden. Der Reihenherausgeber verantwortet dabei die Gesamtreihe, im Gegensatz zu den Autoren oder Herausgebern von Einzelbänden der Reihe.
Umgangssprachlich werden Schriftenreihen und allgemeine Gruppen von Publikationen eines Verlages, die zum Beispiel aufgrund eines einheitlichen Erscheinungsbildes als zusammengehörig identifizierbar sind, auch als Buchreihe bezeichnet.